# Distrito de Kondagaon
Kondagaon es un distrito de la India en el estado de Chhattisgarh. Su centro administrativo es la ciudad de Kondagaon. Fue creado el 24 de enero de 2012 a partir del distrito de Bastar.